# Campeonato Mundial de Triatlón de 2003
El XV Campeonato Mundial de Triatlón se celebró en Queenstown (Nueva Zelanda) el 6 de diciembre de 2003 bajo la organización de la Unión Internacional de Triatlón (ITU) y la Federación Neozelandesa de Triatlón.

## Resultados
| Evento    | Oro                       | Plata                       | Bronce                    |
| --------- | ------------------------- | --------------------------- | ------------------------- |
| Masculino | Peter Robertson Australia | Iván Raña · España          | Olivier Marceau · Suiza   |
| Femenino  | Emma Snowsill Australia   | Laura Reback Estados Unidos | Michellie Jones Australia |

### Masculino
| Puesto            | Triatleta       | País      |       |         |       | Final   |
| ----------------- | --------------- | --------- | ----- | ------- | ----- | ------- |
| Medalla de oro    | Peter Robertson | Australia | 17:56 | 1:02:34 | 33:44 | 1:54:13 |
| Medalla de plata  | Iván Raña       | España    | 17:47 | 1:04:42 | 32:09 | 1:54:37 |
| Medalla de bronce | Olivier Marceau | Suiza     | 18:22 | 1:02:12 | 34:19 | 1:54:52 |

### Femenino
| Puesto            | Triatleta       | País           |       |         |       | Final   |
| ----------------- | --------------- | -------------- | ----- | ------- | ----- | ------- |
| Medalla de oro    | Emma Snowsill   | Australia      | 19:20 | 1:11:19 | 36:03 | 2:06:40 |
| Medalla de plata  | Laura Reback    | Estados Unidos | 19:12 | 1:11:20 | 37:33 | 2:08:03 |
| Medalla de bronce | Michellie Jones | Australia      | 19:28 | 1:11:12 | 37:27 | 2:08:06 |

## Medallero
| Núm. | País           | Oro | Plata | Bronce | Total |
| ---- | -------------- | --- | ----- | ------ | ----- |
| 1    | Australia      | 2   | 0     | 1      | 3     |
| 2    | España         | 0   | 1     | 0      | 1     |
| 2    | Estados Unidos | 0   | 1     | 0      | 1     |
| 4    | Suiza          | 0   | 0     | 1      | 1     |
|      | TOTAL          | 2   | 2     | 2      | 6     |